# Radu Mazăre

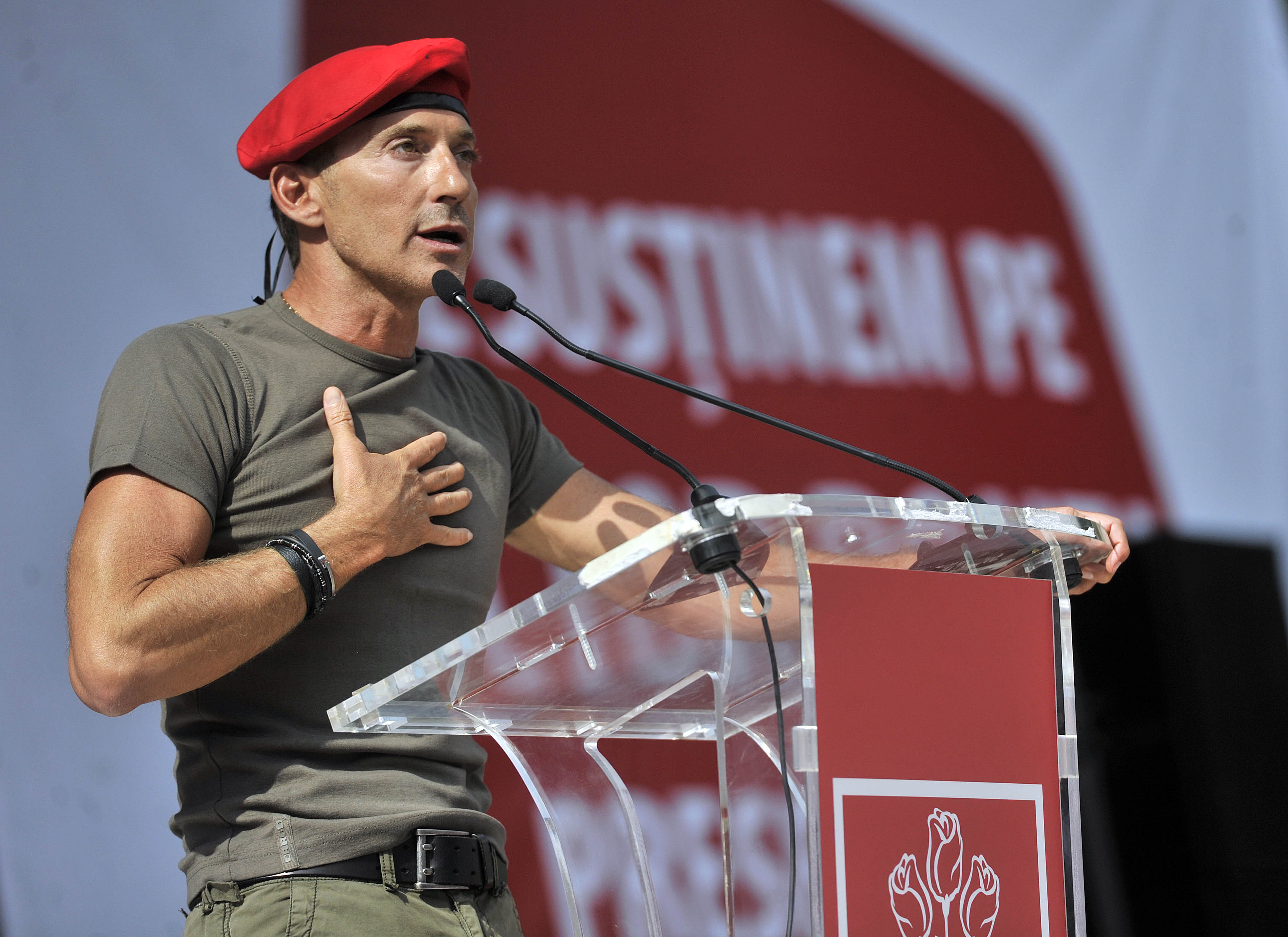
Radu Mazăre 2014

Radu Mazăre (* 5. Juli 1968 in Bukarest) ist ein ehemaliger rumänischer Politiker der Parteien Partidul Democrat und Partidul Social Democrat. Zuletzt war er von 2000 bis 2015 Bürgermeister der Hafenstadt Constanța am Schwarzen Meer. Um einer mehrjährigen Haftstrafe in Rumänien zu entgehen, setzte er sich im Dezember 2017 nach Madagaskar ab. Hier wurde er im Mai 2019 verhaftet. 

## Ausbildung und Unternehmertum
Er absolvierte das Lyzeum in Bukarest und besuchte danach bis 1991 das Zivile Marine-Institut in Constanța mit Schwerpunkt Elektromechanik. Noch 1990 – nach der Rumänischen Revolution – hatte Mazăre in Constanța die Zeitung Contrast mitgegründet. 1992 war er Mitgründer der Zeitung Telegraf und erwarb 1995 die Mehrheit am Fernsehsender SOTI TV NEPTUN.

## Politische Karriere
1996 wurde Mazăre für die PD in die rumänische Abgeordnetenkammer gewählt. 1997 trat er aus der PD aus, behielt aber sein Mandat. Als unabhängiger Kandidat gewann Mazăre 2000 die Wahl zum Bürgermeister von Constanța. Später trat er in die PSD ein und wurde 2003 Vorsitzender der PSD Constanța. 2004, 2008 und 2012 wurde Mazăre als Bürgermeister von Constanța wiedergewählt.

## Gerichtsverfahren und Flucht nach Madagaskar
2015 wurde Mazăre von der Nationalen Antikorruptionsbehörde wegen Korruption angeklagt und vorläufig festgenommen, worauf er als Bürgermeister und PSD-Vorsitzender zurücktrat. Nach 60 Tagen entschied der Oberste Gerichts- und Kassationshof, ihn aus der vorläufigen Haft zu entlassen.
Mazăre setzte sich daraufhin Ende 2017 nach Madagaskar ab und beantragte dort politisches Asyl. Bereits 2012 hatte er auf Madagaskar für ca. einen Euro pro Quadratmeter etwa zwei Hektar Land erworben, auf dem er ein Ferienresort errichten ließ. Madagaskar, das im Korruptionsindex von Transparency International auf Platz 145 von 176 Ländern liegt, kennt kein Asylgesetz, daher wurde erwartet, dass er aufgrund seiner Rolle als Investor ein Dauervisum erhalten würde. Zeitungsberichten zufolge liegt sein Vermögen bei ca. acht Milliarden Euro.
Seit 2018 wurde international nach Radu Mazăre gefahndet. Anfang Februar 2019 wurde er in Abwesenheit in Rumänien wegen unrechtmäßig zurückerstatteter Grundstücke, Amtsmissbrauchs, Falschangaben, Falschbeurkundung und wegen Gründung einer kriminellen Vereinigung, mit einem Gesamtschaden von insgesamt 114 Millionen Euro, letztinstanzlich zu neun Jahren Haft verurteilt. 
Am 8. Mai 2019 wurde er in Madagaskar verhaftet und nach Rumänien ausgeliefert. Im Mai 2019 wurde er in einem weiteren Verfahren wegen Korruption und Amtsmissbrauchs zu knapp 10 Jahren Haft verurteilt. 2022 wurde er rechtskräftig zu weiteren 5 Jahren Gefängnis verurteilt. 2023 wurde seine Haftstrafen von 2019 und 2022 zusammengelegt und auf insgesamt neun Jahre beschränkt.